# Leland, Mississippi
Leland là một thành phố thuộc quận Washington, tiểu bang Mississippi, Hoa Kỳ. Năm 2010, dân số của thành phố này là 4 481 người.

## Dân số
- Dân số năm 2000: 5 502 người.
- Dân số năm 2010: 4 481 người.